# Isak Björnsson (Banér)
Isak Björnsson, omnämnd 1375-1388, väpnare och häradshövding i Olanda hundare i folklandet Tiundaland, nuvarande Oland i norra Uppland. Gift med Gertrud Andersdotter, dotter till den uppländske frälsemannen väpnaren Anders Tomasson (Årbyätten) till Lisa och Finsta. 
Isak Björnsson är adelsätten  Banérs stamfader.

## Barn
Med Gertrud Andersdotter hade Isak Björnsson flera barn, bland dem:
1. Isak Isaksson (Banér), (död efter 1425) är stamfader för alla medlemmar av ätten Baner i nyare tid.
2. Anders Isaksson (Banér), död efter 1445 (tidigast), väpnare till Östanå.
3. En dotter. Gift med fogden på Gripsholms slott (1434) Hartvig Flögh.